# Vézère
A Vézère folyó Franciaország területén, a Dordogne jobb oldali mellékfolyója.

## Földrajzi adatok
A folyó Corrèze megyében, a Millevaches-fennsíkon  ered 945 méter magasan, és Limeuil városkánál ömlik be a Dordogne-ba.  A hossza 211,2 km, közepes vízhozama 59 m³ másodpercenként. A vízgyűjtő terület nagysága 3 736 km².
Mellékfolyói a Bradascou, Corrèze és a Beune.

## Megyék és városok a folyó mentén
- Corrèze: Pérols-sur-Vézère, Bugeat, Uzerche, Vigeois, Brive-la-Gaillarde
- Dordogne: Terrasson-Lavilledieu, Les Eyzies-de-Tayac-Sireuil, Le Bugue

## Nevezetessége
A folyóvölgy nevezetessége a Vézère-völgyi festett barlangok sorozata, a késői őskőkorszak (felső paleolitikum) művészetének jelentős lelőhelyeivel.